# Kimle
Kimle (ungerska: Horvátkimle) är en ort i Ungern.   Den ligger i provinsen Győr-Moson-Sopron, i den västra delen av landet, 130 km väster om huvudstaden Budapest. Kimle ligger 114 meter över havet och antalet invånare är 2 312.
Terrängen runt Kimle är mycket platt. Runt Kimle är det ganska tätbefolkat, med 80 invånare per kvadratkilometer. Närmaste större samhälle är Mosonmagyaróvár, 9,1 km nordväst om Kimle. Trakten runt Kimle består till största delen av jordbruksmark.